# Sara Lazzaro

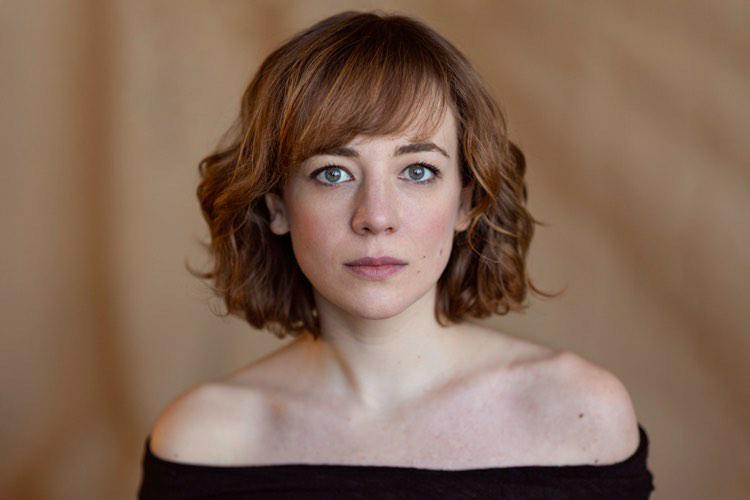
Sara Lazzaro, 2018

Sara Lazzaro (* 15. September 1984 in Rovolon, Provinz Padua) ist eine italienisch-US-amerikanische Film- und Theaterschauspielerin.

## Leben
Sara Lazzaro ist die Tochter eines italienischen Vaters und einer US-amerikanischen Mutter. Sie ist heute im Besitz beider Staatsbürgerschaften. Ihre Kindheit und Jugend verbrachte sie zwischen Padua und der Heimat ihrer Mutter, dem kalifornischen Carmel-by-the-Sea. Lazzaro begann ihre Karriere als Schauspielerin erst als Erwachsene. Sie studierte zunächst an der Università Iuav di Venezia in Venedig Visuelle und Darstellende Kunst und erhielt so ihren Bachelor of Arts.
Ab 2001 stand sie erstmals auf Theaterbühnen; überwiegend im italienischen Sprachraum. Ihre erste Filmrolle bekam sie 2008 als Hauptdarstellerin des Kurzfilms Professional Woman of the Year. 2009 folgte im italienisch-russischen Liebesfilm Zehn Winter der Durchbruch. Im Jahr 2016 stand sie in der Fernsehserie Braccialetti rossi vor der Kamera, die unter dem Titel Club der roten Bänder auch nach Deutschland kam.
Im selben Jahr – 2016 – verkörperte sie in der Bibelverfilmung Der junge Messias Maria, die Mutter Jesu.

## Filmografie (Auswahl)
- 2009: Zehn Winter (Dieci Inverni)
- 2012: La scoperta dell’alba
- 2012: Evil Things
- 2012–2013: Freaks! (Fernsehserie, 2 Folgen)
- 2013: Andarevia
- 2015: The Elevator
- 2016: In arte Nino (Fernsehfilm)
- 2016: Der junge Messias (The Young Messiah)
- 2016: Oscar
- 2016: The Young Pope (Fernsehserie, 6 Folgen)
- 2016: Braccialetti rossi (Fernsehserie, 8 Folgen)
- 2019–2022: Volevo fare la rockstar (Fernsehserie, 17 Folgen)
- 2020: La guerra è finita (Fernsehserie, 4 Folgen)
- 2020: 18 Regali
- 2020–2024: DOC – Nelle tue mani (Fernsehserie, 48 Folgen)
- 2021: Welcome Venice
- 2022:  Treue (Fedeltà, Fernsehserie, 2 Folgen)
- 2022: Pluto
- 2022: Se Mi Lasci Ti Sposo (Fernsehfilm)
- 2023: Sono Lillo (Fernsehserie, 8 Folgen)
- 2023–2024: Das Gesetz nach Lidia Poët (La legge di Lidia Poët, Fernsehserie, 12 Folgen)
- 2023–2024: Call My Agent – Italia  (Fernsehserie, 12 Folgen)
- 2025: La bambina con la valigiao (Fernsehfilm)